# Place du Petit marché (Cracovie)
Mały Rynek est une place de la vieille ville de Cracovie, régulière, rectangulaire, délimitée en raison de l'emplacement de Cracovie à l'est de la place du marché principal comme marché auxiliaire. Elle se trouve derrière la basilique Sainte-Marie, délimitée par la rue Mikołajska au nord et la rue Sienna au sud. Sa superficie est d'environ 0,33 ha (110 m x 30 m).

## Histoire

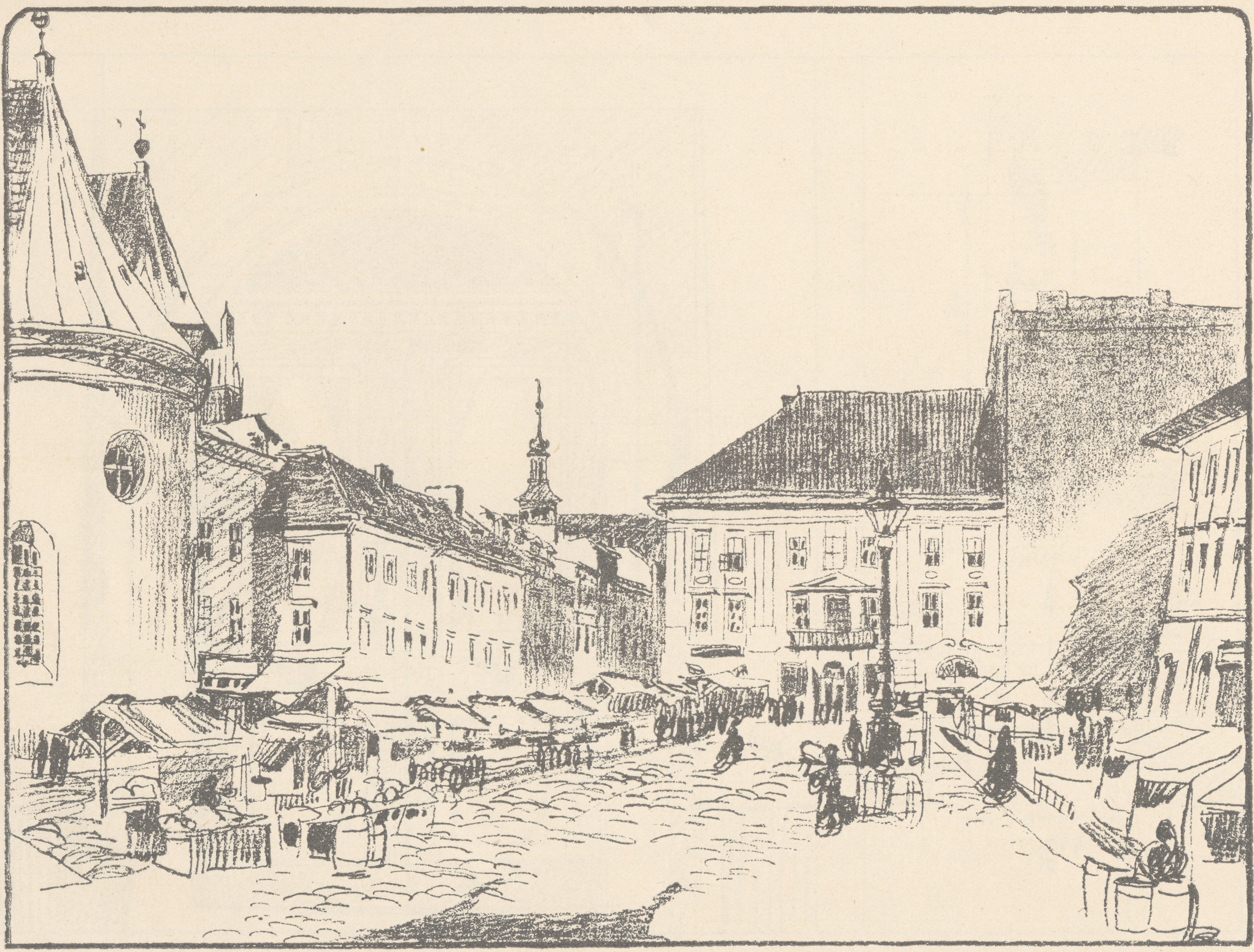
Mały Rynek dans un dessin de 1908.

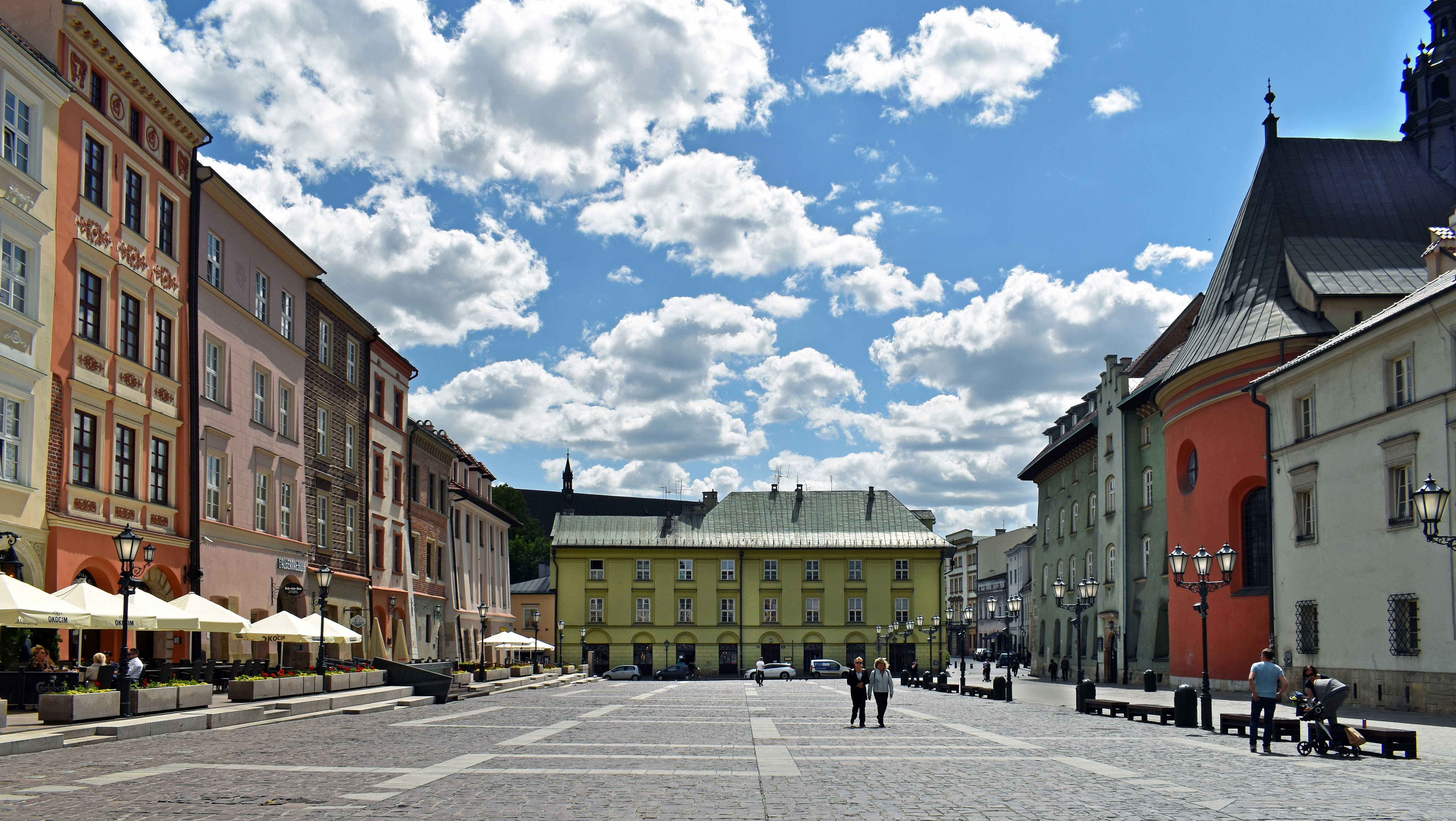
Place du Petit Marché, vue du nord.

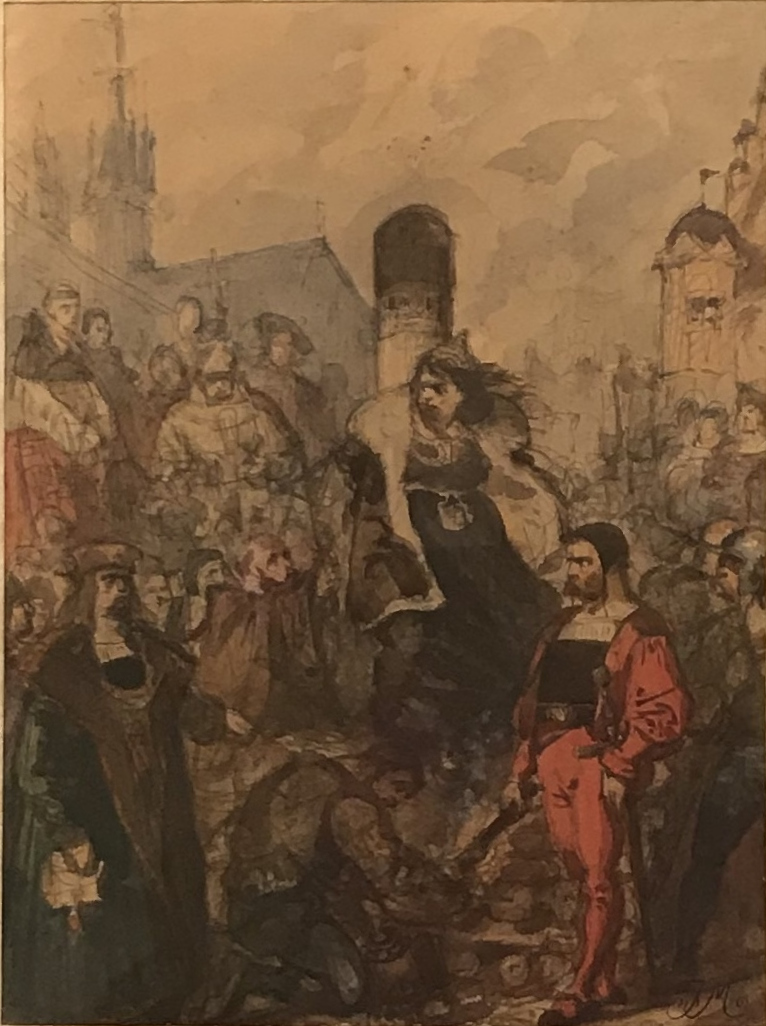
Katarzyna Malcherowa sur le bûcher - un tableau de Jan Matejko de 1859.

Elle s'appelait autrefois Forum antiquum (Place du Vieux Marché), Wandeta, Tandeta et dans la seconde moitié du XVIIIe siècle Marché des bouchers. Sur la place du Petit Marché, on faisait le commerce de la viande et, plus tard, des produits anciens (depuis le XVIe siècle) ; il y avait là des étals de boucherie, ainsi qu'une soupe populaire. En 1785, les étals de boucherie occupaient le centre de la place du Petit Marché, créant un rectangle allongé. Au tournant des XVIIIe et XIXe siècles, les étals en bois du boucher étaient en partie en ruine. Ils survécurent dans cet état jusqu'en 1820, date à laquelle ils furent complètement démolis.
En 1539, Katarzyna Weiglowa, 80 ans, fut brûlée vive pour avoir abandonné la foi catholique sur la place du Petit Marché.
Mały Rynek est situé sur le tracé du Chemin de Petite-Pologne de Sandomierz à Tyniec.
Jusqu'en 2007, la place Mały Rynek servait principalement de parking et de station de taxis, mais à l'occasion du 750e anniversaire de la ville de Cracovie, il a été décidé de la moderniser complètement, lui donnant son aspect actuel. Les trottoirs historiques, les lampadaires, les bancs ont été restaurés, une fontaine éclairée a été construite et la circulation automobile a été limitée au minimum. La Place du Petit Marché est devenue un lieu qui soutient la Place du Marché Principal dans l'organisation de spectacles artistiques, d'expositions et de célébrations de divers événements.

## Bâtiments intéressants
- église Sainte Barbara
- Un immeuble du XIVe siècle (no 7) autrefois habité par les Altaristes, puis les pénitenciers de Sainte-Marie. L'immeuble possède une cour avec un cloître en bois du XVIIe siècle et une façade baroque tardive du XVIIIe siècle.
- Immeuble Szoberowska (no 6) - l'endroit où le premier journal de Pologne, " Merkuriusz Polski ", a été imprimé en 1661 ; Bronisław Malinowski a vécu dans cette maison lorsqu'il était enfant.
- Immeuble Lamelli
- Immeuble gothique de Fritsch (no 1, reconstruit dans le style baroque).